# 奈根
奈根（なね）は、愛知県北設楽郡東栄町の大字である。4つの小字が設置されているが丁目は設定されていない。

## 地理
東栄町の中部から南部にかけて位置する。

### 河川
- 奈根川

### 小字
- 字加久保（かくぼ）
- 字中在家（なかざいけ）
- 字向山（むかいやま）
- 字ヨラキ（よらき）

## 歴史
北設楽郡奈根村のうち、1889年の合併で本郷村の一部となった領域を前身とする。
1889年10月1日に奈根村は分割して本郷村と三輪村に編入され、それぞれ本郷村大字奈根、三輪村大字奈根となる。
本郷村は1921年に町制施行して本郷町になったのち、1955年に合併で東栄町となった。これにしたがって東栄町大字奈根となった。
なお、三輪村に編入された領域は1956年の合併により東栄町大字三輪の一部となった。

## 交通
道路
- 国道151号
  - 別所街道
  - 新本郷トンネル

路線バス
- お出かけ北設
  - 基幹バス[4]
    - 3 - 東栄線
      - 奈根（三輪）  - 三瀬口 - 下岡本（本郷）

## その他

### 日本郵便
- 郵便番号 : 449-0215[1]（集配局：東栄郵便局[5]）。

## 参考資料
- 「角川日本地名大辞典」編纂委員会, ed (1989-03-08). 角川日本地名大辞典. 23 愛知県. 角川書店. ISBN 4040012305
- 下中邦彦, ed (1981-11-30). 日本歴史地名大系. 23 愛知県の地名. 平凡社. ISBN 4582490239